# Sybra musashinoi
Sybra musashinoi là một loài bọ cánh cứng trong họ Cerambycidae.